# Sauris malaca
Sauris malaca là một loài bướm đêm trong họ Geometridae.